# Le Petit Robert
Le Petit Robert este un dicționar de limbă franceză, publicat de editura pariziană Dictionnaires Le Robert. 

## Descriere
Prima ediție a dicționarului Le Petit Robert apărea în 1967. Este o versiune redusă la un singur volum a Dictionnaire alphabétique et analogique de la langue française, care număra 9 volume.
A doua ediție a dicționarului Le Petit Robert a fost publicată în anul 1978, iar a treia în 1993. 
Între anii 1992 și 2006, dicționarul a apărut cu titlul: Paul Robert, Le Petit Robert 1, par... , Dictionnaire alphabétique et analogique de la langue française, pe scurt: Le Petit Robert 1.
A făcut obiectul unei refaceri totale, în 2007, cu ocazia celei de-a 40-a aniversări a apariției primei ediții a dicționarului și se numește acum „Le Nouveau Petit Robert de la langue française”.
Acest dicționar, în afară de definția cuvintelor și de ilustrarea lor prin exemple, conține antonimele, sinonimele și etimologia cuvintelor, precum și transcrierea fonetică a acestora, conform cu Alfabetul Fonetic Internațional. Din acest motiv, adesea este apreciat de cei care redactează în mod regulat texte în limba franceză. Cea mai recentă ediție numără 60.000 de cuvinte, 300.000 de sensuri și 34.000 de citate.
Le Petit Robert există și în versiune electronică Arhivat în 29 ianuarie 2009, la Wayback Machine., începând cu anul 1996.

## Exemple
- Paul Robert, Le Petit Robert 1, par... , Dictionnaire alphabétique et analogique de la langue française, rédaction dirigée par A Rey et J. Rey-Debove, Le Robert, Paris, 1992 ISBN 2-85036-186-0.
- Le Nouveau Petit Robert de la langue française 2009, Dictionnaires Le Robert, Paris. ISBN 2-84902-386-0

## Le Petit Robert des Noms Propres
Prima ediție a dicționarului Le Petit Robert des Noms Propres, dedicat, așa cum îi arată și numele, numelor proprii, a apărut în anul 1974.În anul 1994, a apărut cea de-a doua ediție a lucrării, revizuită, augmentată și adusă la zi. Lucrarea este cunoscută și cu denumirea (titlul) Le Petit Robert 2, sub care a apărut în anii ultimului deceniu al secolului al XX-lea, precum și în prima jumătate a primului deceniu al secolului al XXI-lea. După 30 de ani de la prima ediție, în anul 2007, a apărut ediția refăcută în întregime și augmentată a dicționarului, cu denumirea: Le Petit Robert sous la direction de Paul Robert, Le Robert Encyclopédique des Noms Propres, Dictionnaire Illustré.